# Michał Żewłakow
Michał Żewłakow (Varšava, 22. travnja 1976.) poljski je umirovljeni nogometaš. Za poljsku reprezentaciju igrao je od 1999. do 2011. godine. Igrač je s najviše nastupa (102) u povijesti poljske reprezentacije. 
Osim u Poljskoj, gdje je još nastupao za varšavske klubove Polonia, Hutnik i Legia, igrao je u Belgiji za KSK Beveren, Excelsior Mouscron i RSC Anderlecht, u Grčkoj za Olympiakos, a u Turskoj je igrao za Ankaragücü. S Anderlechtom je u sezonama 2003./04. i 2005./06. osvojio naslov prvaka Belgije. Grčku nogometnu ligu je s Olympiakosom osvajao tri puta: 2007., 2008. i 2009. godine. S istim klubom osvojio je i dva kupa: 2008. i 2009.
S reprezentacijom Poljske igrao je na dva svjetska (Južna Koreja i Japan 2002. i Njemačka 2006.) te jednom europskom prvenstvu (Austrija i Švicarska 2008.).
Njegov brat blizanac Marcin također je nogometaš.

## Vanjske poveznice
- Profil na transfermarkt.co.uk
- Profil na 90minut.pll